# Forès
Forès település Spanyolországban, Tarragona tartományban. Forès Passanant i Belltall, Conesa, Tarragona, Rocafort de Queralt, Sarral, Tarragona és Solivella községekkel határos. Lakosainak száma 40 fő (2024).

## Népesség
A település népessége az elmúlt években az alábbi módon változott:
| Lakosok száma | 100  | 507  | 364  | 209  | 64   | 59   | 43   | 46   | 43   | 40   |
|               | 1717 | 1887 | 1936 | 1960 | 1986 | 2004 | 2009 | 2014 | 2019 | 2024 |